# Faratsiho (district)
Faratsiho is een district van Madagaskar in de regio Vakinankaratra. Het district telt 183.158 inwoners (2011) en heeft een oppervlakte van 2.034 km², verdeeld over 9 gemeentes. De hoofdplaats is Faratsiho.